# Rédics
Rédics ist eine ungarische Gemeinde im Kreis Lenti im Komitat Zala. Zur Gemeinde gehören die Ortsteile Dedeskecskés und Lendvakecskés.

## Geografische Lage
Rédics liegt vier Kilometer westlich der Stadt Lenti, zwei Kilometer von der Grenze zu Slowenien entfernt. Nachbargemeinden sind Külsősárd, Lendvadedes und Gosztola.

## Gemeindepartnerschaft
- Dobrovnik, Slowenien

## Söhne und Töchter der Gemeinde
- Bálint Bellosics (1867–1916), Volkskundler

## Sehenswürdigkeiten
- Grabmal des Dichters József Utassy (1941–2010), erschaffen von Gábor Mihály
- Römisch-katholische Kirche Szentlélek, erbaut Anfang des 19. Jahrhunderts
- Traditionelle Presshäuser

## Verkehr
Die Gemeinde ist angebunden an die Eisenbahnstrecke nach Zalaegerszeg. Im nordwestlichen Teil des Ortes treffen die Hauptstraßen Nr. 75 und Nr. 86 aufeinander. Südlich der Gemeinde befindet sich der Grenzübergang Rédics-Dolga vas.

## Bilder

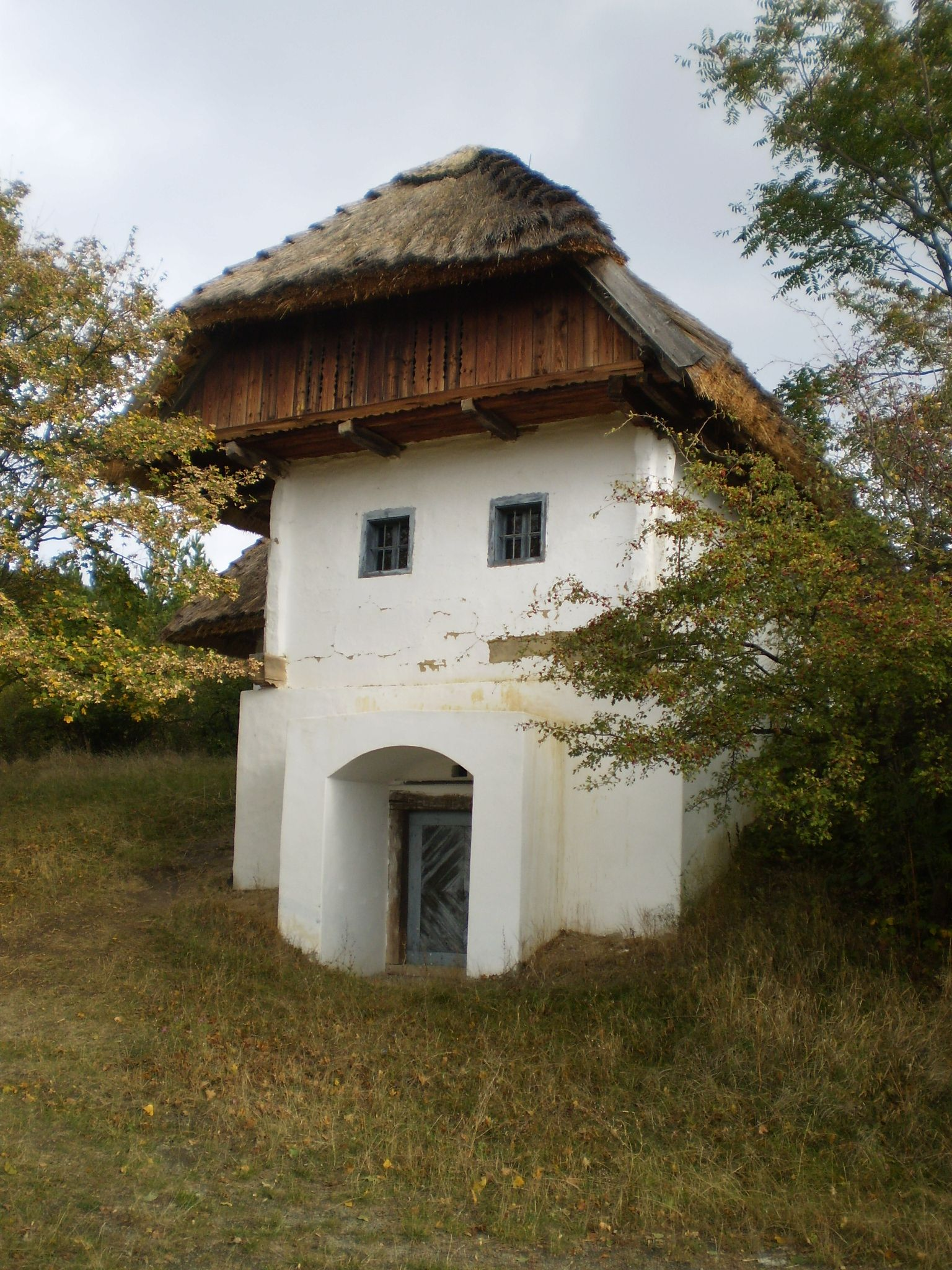
Presshaus in Rédics
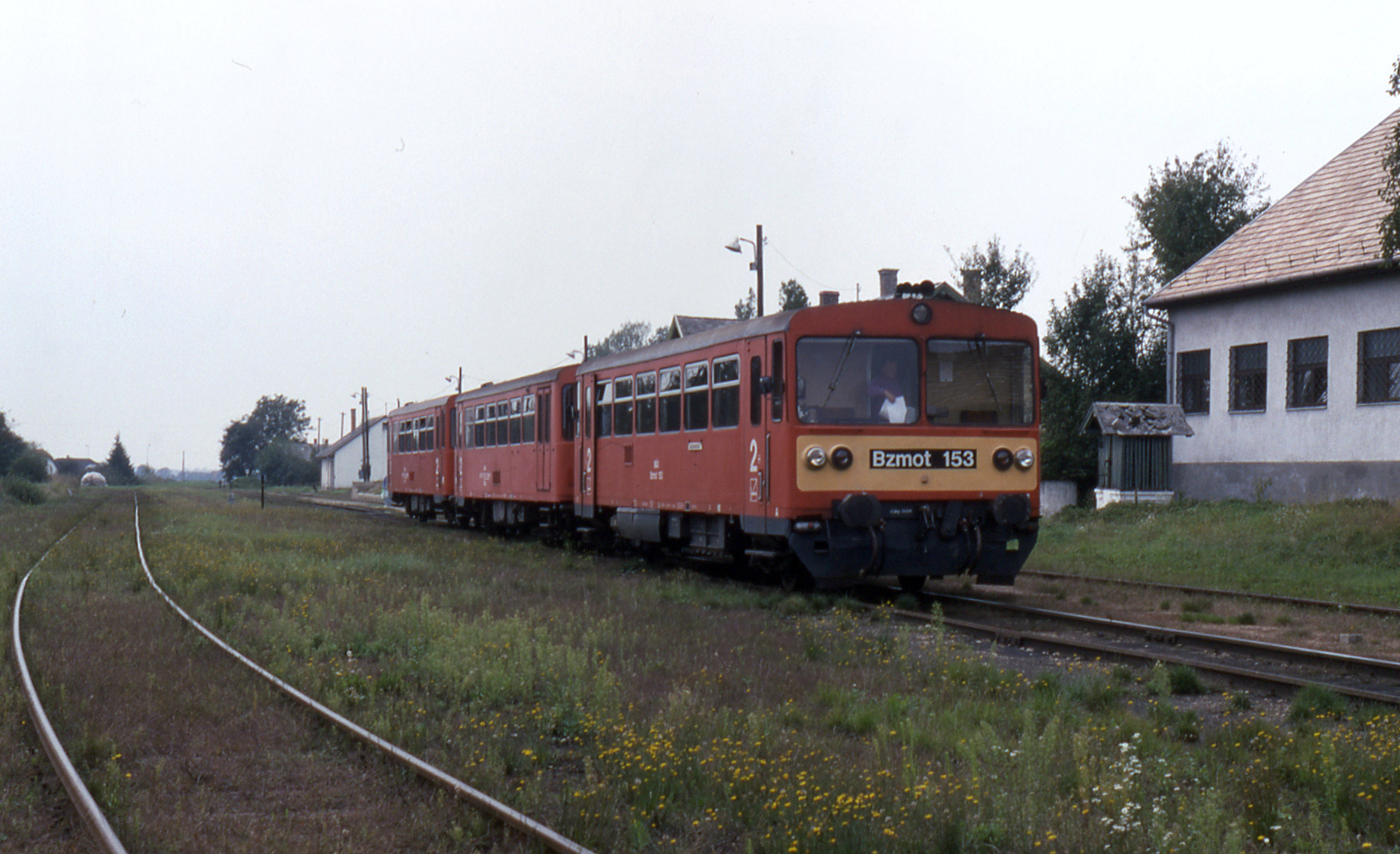
Bahnhof in Rédics
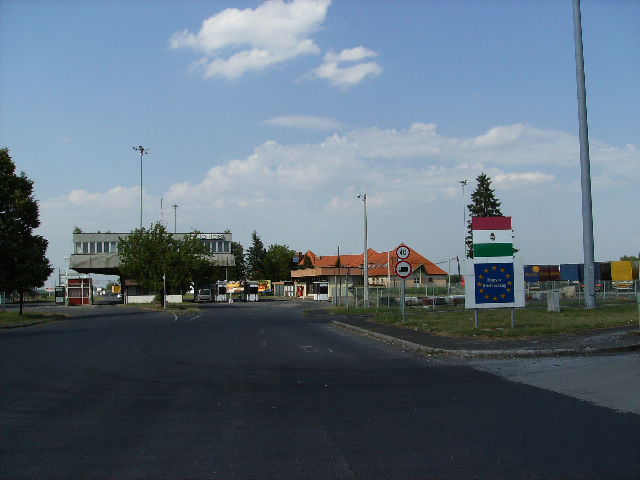
Grenzübergang Rédics-Dolga vas